# 熊谷直続
熊谷 直続（くまがい なおつぐ）は、戦国時代の武将。安芸の国人で安芸武田氏家臣・熊谷元直の子。熊谷信直の弟。三入観音寺山城主。

## 生涯
永正7年（1510年）、安芸国の国人・熊谷氏の当主である熊谷元直の次男として生まれる。
直続がまだ幼少である永正14年（1517年）10月22日に父・元直が討死し、成長後は兄・信直に従い、各地を転戦した。
天文11年（1542年）、大内義隆による出雲侵攻に従い、赤穴氏の瀬戸山城攻略中に赤穴光清の手勢と戦い、同年6月7日に討死した。兄の子で、婿養子となっていた直清が跡を継いだ。